# Bottelho
Pour les articles homonymes, voir Carlos Botelho (homonymie).
Bottelho (Chaves, 1964-2014) était un peintre et sculpteur portugais.
Né dans le district de Vila Real (Tras-os-Montes) Portugal.